# Arnaldo Mesa
Arnaldo Mesa  (Holguín, 1967. december 6. – Holguín, 2012. december 17.) olimpiai ezüstérmes kubai ökölvívó.

## Eredményei
- 1986-ban bronzérmes a világbajnokságon harmatsúlyban.
- 1989-ben bronzérmes a világbajnokságon pehelysúlyban.
- 1991-ben aranyérmes a pánamerikai játékokon pehelysúlyban.
- 1991-ben bronzérmes a világbajnokságon pehelysúlyban.
- 1995-ben aranyérmes a pánamerikai játékokon pehelysúlyban.
- 1996-ban az olimpián a harmatsúlyú kubai válogatott Joel Casamayor profi karrierje érdekében elhagyta az olimpiai falut, Mesa ugrott helyébe és végül ezüstérmes lett, a döntőben Kovács Istvántól szenvedett vereséget.